# Tichocoelidia grandis
Tichocoelidia grandis är en insektsart som beskrevs av Chiamolera och Rodney Ramiro Cavichioli 2003. Tichocoelidia grandis ingår i släktet Tichocoelidia och familjen dvärgstritar. Inga underarter finns listade i Catalogue of Life.